# Cult (Salmo e Noyz Narcos)
Cult è un album in studio dei rapper italiani Salmo e Noyz Narcos, pubblicato il 3 novembre 2023 dalla Columbia Records.

## Descrizione
Il disco si caratterizza per sonorità più pesanti rispetto alle recenti produzioni dei due artisti, con continui riferimenti al mondo del cinema (in particolare a quello horror) e testi di ispirazione hardcore. Non mancano tuttavia sperimentazioni sonore, come l'elettronica in Brujeria e Nightcrawlers o elementi più pop come My Love Song 2 con Coez e Frah Quintale; il brano Respira, in collaborazione con Marracash, presenta invece per un campionamento di Breathe dei The Prodigy.

## Tracce
1. Anthem – 2:18 (musica: Alfonso Climenti, Luciano Fenudi)
2. Cringe – 3:12 (musica: Luciano Fenudi, Maurizio Pisciottu, Riccardo Puddu)
3. Incubi – 2:42 (musica: Alfonso Climenti, Riccardo Puddu)
4. Respira (feat. Marracash) – 3:43 (testo: Maurizio Pisciottu, Emanuele Frasca, Fabio Rizzo – musica: Alfonso Climenti, Liam Howlett)
5. Miracolo – 2:54 (musica: Luciano Fenudi, Maurizio Pisciottu)
6. Cult (feat. Kid Yugi) – 3:46 (testo: Maurizio Pisciottu, Emanuele Frasca, Francesco Stasi – musica: Alfonso Climenti, Maurizio Pisciottu, Riccardo Puddu)
7. Brujeria – 3:12 (musica: Alfonso Climenti)
8. Croci e cristi – 2:34 (musica: Alfonso Climenti, Luciano Fenudi, Riccardo Puddu)
9. My Love Song 2 (feat. Coez e Frah Quintale) – 2:54 (testo: Maurizio Pisciottu, Emanuele Frasca, Silvano Albanese, Francesco Servidei – musica: Alfonso Climenti, Riccardo Puddu)
10. Kilometri – 2:25 (musica: Luciano Fenudi)
11. Maledetti – 2:46 (musica: Alfonso Climenti, Francesco Crisi)
12. Grindhouse – 2:36 (musica: Luciano Fenudi)
13. Matrioska – 3:11 (testo: Maurizio Pisciottu, Emanuele Frasca, Andrea Venerus – musica: Alfonso Climenti, Riccardo Puddu)
14. Nightcrawlers – 2:12 (musica: Luciano Fenudi)
15. La fine – 2:21 (musica: Alfonso Climenti)

Tracce bonus nell'edizione Hellraisers
1. Hellraisers – 1:50
2. Hotline (feat. Lazza) – 3:35
3. Rap Money (feat. Guè) – 3:33
4. Non mi passa (feat. Gemitaiz) – 3:17
5. L'odio – 2:46

Durata totale: 15:01

## Formazione
Hanno partecipato alle registrazioni, secondo le note di copertina:
- Salmo – voce, coproduzione (tracce 2, 5 e 6)
- Noyz Narcos – voce
- Andrea Suriani – missaggio, mastering
- Luciennn – produzione (tracce 1, 2, 5, 8, 10, 12 e 14)
- Verano – chitarra (tracce 2, 6 e 9), basso (tracce 3 e 6), pianoforte (traccia 13)
- Sine – produzione (tracce 3, 4, 6-9, 11, 13 e 15)
- Marracash – voce (traccia 4)
- Kid Yugi – voce (traccia 6)
- Coez – voce (traccia 9)
- Frah Quintale – voce (traccia 9)
- Ford 78 – coproduzione (traccia 11)
- DJ Gengis – scratch (traccia 14)

## Classifiche

### Classifiche settimanali
| Classifica (2023) | Posizione massima |
| ----------------- | ----------------- |
| Italia            | 1                 |

### Classifiche di fine anno
| Classifica (2023) | Posizione |
| ----------------- | --------- |
| Italia            | 17        |
| Classifica (2024) | Posizione |
| Italia            | 32        |